# Nikola Sarcevic (Musiker)

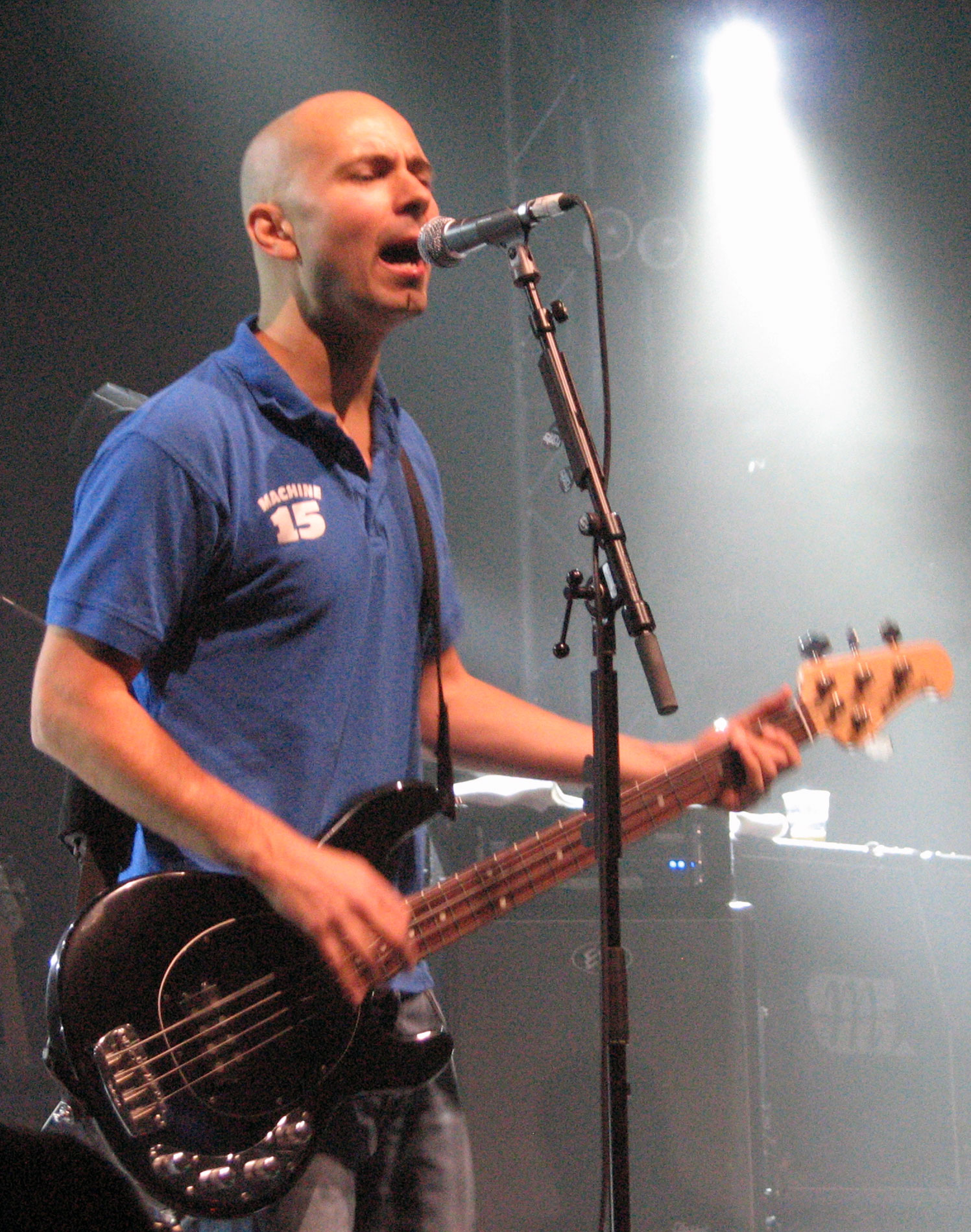
Nikola Sarcevic

Nikola Sarcevic (* 9. Juli 1974 in Örebro) ist Sänger und Bassist der schwedischen Punkband Millencolin. Er schreibt auch die meisten Songs der Band.
Anfang des Jahres 2004 veröffentlichte er mit der Singer-Songwriter-Platte Lock-Sport-Krock erstmals ein Album unter eigenem Namen. Es enthält auch das in Schweden als Single veröffentlichte Lied Lovetrap. Stilistisch orientierte sich Sarcevic an Musikern wie Simon & Garfunkel, den Beatles oder auch Hank Williams. Bei den Aufnahmen wurde er unterstützt durch befreundete Musiker wie Mieszko Talarczyk von Nasum und Henke Wind von The Peepshows. Zwei Jahre später hat er mit Roll Roll and Flee einen zweiten Ausflug als Solokünstler unternommen.
Sarcevic lebt heute in Göteborg.

## Diskografie
- 2004: Lock-Sport-Krock (Burning Heart Records)
- 2006: Roll Roll and Flee (Burning Heart Records)
- 2010: Nikola & Fattiglapparna (Stalemate Music)
- 2013: Freedom To Roam